# Xaitan
Els dimonis o xaytans o xayatin o xaiatins (àrab: شَيْطَان, xayṭān, plural شَيَاطِين, xayāṭīn, ‘dimoni’, ‘diable’, ‘Satanàs’) són, en l'islam, uns esperits malignes que inciten els humans i els genis a pecar tot xiuxiuejant-los (àrab: وَسْوَسَة, waswasa, ‘murmuri’, ‘xiuxiueig’) al cor (ْàrab: قَلْب, qalb). El folklore suggereix que són criatures grotesques creades a partir del foc de l'infern.
L'Alcorà descriu les diverses maneres com els xaytans tempten els humans i els fan pecar. Poden ensenyar bruixeria, poden assaltar el cel per prendre les bones noves als àngels o poden amagar-se a prop dels humans sense ser vists. En relació amb els dimonis hi ha Iblós, Satanàs, que generalment és considerat el seu líder. En els hadits es fa responsables als xayatin de diverses calamitats que poden afectar la vida personal. Tant els hadits com el folklore acostumen a parlar dels dimonis en termes abstractes, descrivint només la seva influència perversa. Durant el Ramadà, els dimonis són encadenats a l'infern.
Els xayatin constitueixen un tipus de criatures invisibles diferents dels àngels i dels jinns o genis de la tradició islàmica. Segons la literatura filosòfica islàmica, els xayatin lluiten contra els nobles àngels en el regne del cel (àlam al-mithal o àlam al-malakut) pel control de la ment humana, proveïda tant de qualitats angèliques com diabòliques. Alguns escriptors descriuen els xaytans com a expressions dels atributs i accions irades de Déu.

## Etimologia i terminologia
La paraula xaytan està construïda a partir de l'arrel triliteral x-ṭ-n (‘allunyar-se’) i està emparentada amb la veu «Satanàs». El terme àrab té una connotació teològica en el sentit que serveix per designar una criatura allunyada de la misericòrdia divina. Altres diccionaris, però, no deriven la paraula àrab de l'arrel x-ṭ-n, sinó que li donen entrada pròpia.
A l'Aràbia preislàmica, el terme s'utilitzava per designar un esperit maligne, però només era utilitzat per poetes que estaven en contacte amb jueus i cristians. Amb l'aparició de l'islam, el significat de xayatin es va apropar al concepte cristià de dimoni.
El terme xayatin apareix emprat de manera semblant al Llibre d'Henoc, per descriure les hosts de Satanàs. En aquest sentit, xaytan tradueix les expressions catalanes «dimoni», «Satanàs» o «diable».

## Alcorà
A l'Alcorà, els dimonis hi són esmentats amb tanta freqüència com els àngels. Tanmateix, hi apareixen menys que Satanàs o Xaytan, tot i que tots són igualment hostils als manaments de Déu, és a dir a la xara. Els dimonis ensenyen bruixeria (Alcorà 2:102); inspiren els seus amics a discutir amb els fidels (Alcorà 6:121); fan suggeriments dolents (Alcorà 23:97), tant a humans com a genis (Alcorà 6:112), i escolten en secret el consell dels àngels (Alcorà 15:16–18). A l'aleia 26:95 s'esmenten els junud Iblís, «els exèrcits del dimoni, Iblís», comparables als «exèrcits [d'àngels]» que Déu fa baixar al costat de Mahoma a l'aleia 9:40. No obstant tot això i malgrat la naturalesa reticent dels dimonis, aquests estan, en darrera instància, sota les ordres de Déu i, per tant, també són instruments seus i no constitueixen un «partit independent». En aquest sentit, segons les aleies 38:36-38, Déu va fer-los els esclaus de Salomó; Déu també posa dimonis com a amics d'uns incrèduls a Alcorà 7:27 o envia xaiatins uns incrèduls perquè els menin a fer el mal (Alcorà 19:83). Com que Déu és qui desvia els homes del camí recte o els hi adreça i com que tant el bé com el mal són causats per Déu, podria semblar que en l'Alcorà es desvirtua el paper dels dimonis, tot i així el pensament islàmic reconeix la necessitat dels esperits malignes.
En únic xaytan (normalment anomenat Iblís o Satanàs (Ax-Xaitan), identificats com un mateix personatge a l'Alcorà) va ser el que va fer que Adam i Eva mengessin de l'arbre prohibit, argumentant-los que Déu els havia prohibir el seu fruit perquè no es tornessin immortals com els àngels, tal com es narra a l'aleia 7:20. És Satanàs qui fa que la gent oblidi les normes (Alcorà 6:68, 12:42), qui enganya els pobles a qui s'ha enviat el missatge de l'islam (Alcorà 16:63), qui incita a l'assassinat (Alcorà 28:15) i a la rebel·lió (Alcorà 58:10) i que traeix els que el segueixen, com ocorre a la batalla de Badr (Alcorà 8:48). L'aleia 2:168 adverteix explícitament a la gent que no segueixi «els passos d'Ax-Xaitan», la qual cosa implica que els humans són lliures d'escollir entre el camí de Déu o el del diable. Satanàs només fa falses promeses (4:120). A l'aleia 3:175 es retrata a Satanàs com un fals amic, que fa por als seus aliats. Ara bé, com amb els diables, Satanàs només pot actuar amb el permís de Déu (Alcorà 58:10). La història alcorànica d'Iblís, que narra la seva revolta primigènia, el mostra com una criatura creada per Déu que es rebel·la contra el seu creador, al qual està en darrer terme subordinat.

## Hadits
Els hadits estan més relacionats amb la funció pràctica dels diables en la vida quotidiana. Normalment parlen del diable, de forma indeterminada, en comptes de referir-s'hi com Iblís/Satanàs o com els diables, en plural, ja que els hadits es refereixen més a les seves influències malignes que no pas a la seva realitat com a criatures de Déu. Tot i així, els hadits expliquen que els dimonis estan composts per un cos. Es diu que els diables mengen amb la mà esquerra, per tant es recomana als musulmans que mengin amb la mà dreta (Sahih Múslim, 36:133). Els dimonis, tot i que són invisibles, són representats com immensament lletjos (Sahih Múslim, 39:57). Es diu que el sol es pon i surt entre les banyes d'un diable i, durant aquest moment, les portes de l'infern estan obertes, per tant, els musulmans no haurien de resar en aquest moment (Sahih Múslim, 5:222). Els dimonis estan encadenats a l'infern durant el Ramadà (Sahih Bukharí, 30:9). Els dimonis són enviats per Iblís per causar misèria entre els humans i després tornen al seu costat per informar-lo (Sahih Múslim, 52:60). Els dimonis intenten interrompre l'oració i, si un dimoni aconsegueix confondre un musulmà, se suposa que el musulmà s'ha de postrar dues vegades i continuar (Súnan Ibn Màjah, 5:414 i 415). Satanàs i els seus sequaços lluiten contra els àngels de la misericòrdia per l'ànima d'un pecador, per això també se'ls coneix com «àngels del càstig» a més de xaytans (Súnan Ibn Màjah, 21:8).

## Interpretació erudita musulmana
En relació amb les criatures invisibles, els mufàssirs solen centrar-se en els dimonis i els genis malvats i, tot i que són semblants en relació amb l'amenaça que representen per als humans, són clarament distingits. Mentre els genis comparteixen molts atributs amb els humans, com ara tenir lliure albir i capacitat per raonar i, per tant, tenen capacitat per creure (poden ser musulmans, cristians, jueus, politeistes, etc.), els dimonis només són dolents. A més, els genis neixen i moren, mentre que els diables només moriran quan el seu líder deixi d'existir. L'avantpassat dels genis és al-Jann, mentre que el pare dels dimonis és Iblís. 6:112
| «                                                                                | Al Tafsir d'al-Kalbí sobre Ibn Abbàs, se'l cita dient: «Iblís està maleït i va fer dos grups amb els seus soldats, així que va enviar un equip als humans i un altre als genis». En un altre hadit, els genis són al-jann, no dimonis. Els dimonis van néixer d'Iblís i només moren amb ell, mentre els genis, tant els creients com els infidels moren (...) | » |
| — Mahmud al-Alusi, روح المعاني في تفسير القرآن العظيم والسبع المثاني, Sura 6:112 | |   |

Engku Ansaruddin Agus afirma que jinn, xaytan i iblís són tres coses diferents. Iblís és el nom, donat per Déu, a l'àngel (Azazil) que va desobeir. Xaytan és el títol que reben aquells que s'uneixen a l'exèrcit d'Azazil, entrenats per destruir humans. Abu-Muftí distingeix, en el seu comentari a Al-fiqh al-àbsat d'Abu Hanifa, que tots els àngels, excepte Harut i Marut, són obedients, mentre que tots els dimonis, llevat d'Ham ibn Him ibn Laqis ibn Iblís, han estat creats malvats. Ad-Damirí recull a partir d'Ibn Abbàs que els àngels s'estaran al paradís, els diables a l'infern, mentre que dels genis i dels humans, alguns s'estaran al paradís i d'altres a l'infern. Només els humans i els genis són creats amb fitra, és a dir, tant els àngels com els dimonis no tenen lliure albir i han estat creats per oposició.
A l'Alcorà no es descriu ni l'origen dels diables ni la seva creació. Atès que el seu cap els descriu a l'Alcorà com a «creats a partir del foc», es creu literalment que els dimonis van ser creats a partir del foc. Més precisament, de vegades es considera que el seu origen estaria al foc de l'infern. La majoria de mufàssirs coincideixen que els dimonis descendeixen d'Iblís. Abu-Ishaq ath-Thalabí explica que Déu va oferir suport a Iblís tot donant-li descendència, que són els dimonis. Altres autors descriuen els dimonis com a esperits caiguts (de vegades genis celestials, de vegades àngels de foc), marginats de la presència de Déu. Ibn Barrajan argumenta que els àngels estan formats per dues tribus: una creada a partir de la llum i l'altra del foc, sent aquesta última la formada pels dimonis. Ibn al-Arabí descriu els genis com a entitats espirituals fetes pel foc del món espiritual que, quan desobeeixen Déu, es converteixen en dimonis. Qadi Baydawi argumenta que els dimonis potser no són essencialment diferents dels àngels, sinó que només difereixen en els seus accidents i qualitats.
Atès que el terme xaytan també s'utilitza com a epítet per descriure els genis malèvols (i els humans), de vegades és difícil distingir correctament entre els dimonis i els genis malvats en algunes fonts. Generalment, Satanàs i les seves hosts de dimonis apareixen en tradicions associades amb narracions jueves i cristianes, mentre que els genis representen entitats d'origen politeista.
Els dimonis estan vinculats a la puresa ritual musulmana. La puresa ritual és important per atreure els àngels, mentre que els diables s'acosten a la impuresa i als llocs bruts o dessacralitzats. Abans de recitar l'Alcorà, els musulmans haurien de practicar wudú, la purificació ritual, i buscar refugi en Déu per evitar els dimonis. La recitació de certes pregàries o imprecacions protegeix contra la influència dels dimonis.

## Filosofia
La cosmologia filosòfica islàmica divideix els éssers vius en quatre categories: animals, humans, àngels i dimonis. Al-Farabí (c. 872-950/951) defineix els àngels com a éssers racionals i immortals, els humans com a éssers racionals i mortals, els animals com a éssers irracionals i mortals i els dimonis com a éssers irracionals i immortals. Dona suport a la seva afirmació amb el vers alcorànic en què Déu garanteix a Iblís una treva fins al dia de la resurrecció.
Els Germans de la Puresa entenien els dimonis com a forces ontològiques que es manifesten en tot allò que sigui dolent.
Seguint la cosmologia de la metafísica sufí, Haydar Amuli indica que els àngels reflecteixen els noms de Déu de llum i bellesa, mentre que els atributs de Déu que reflectirien els dimonis serien els relacionats amb les idees de «majestat», «supèrbia» i «domini». Ibn al-Arabí, a qui s'atribueix la cosmologia d'Haydar Amuli, tot i que va fer una clara distinció entre els dimonis i els àngels, va interpretar els primers com a éssers amb una funció similar a la dels àngels, tal com quedaria reflectit a les revelacions mequines.
Els escriptors sufís connecten les descripcions dels dimonis esmentades als hadits amb les condicions psicològiques humanes. Les temptacions demoníaques es distingeixen de les afirmacions angèliques pel fet que els àngels suggereixen la pietat de la xaria, mentre que els dimonis inciten a anar contra la llei de Déu i a cometre actes pecaminosos. A més elaboren una cosmologia esotèrica, visualitzant el cor humà com la capital del cos, en constant lluita amb la raó (aql) i els desitjos carnals incitats pels diables. Alí al-Hujwirí descriu de manera similar els dimonis i els àngels com éssers que reflecteixen la condició psicològica humana: d'una banda, els dimonis reflectirien els desitjos carnals (nafs), d'una altra, els àngels, l'esperit (ruh).